# Alfons Van Brandt
Alfons Van Brandt (24 de juny de 1927 - 24 d'agost de 2011) fou un futbolista belga.

## Selecció de Bèlgica
Va formar part de l'equip belga a la Copa del Món de 1954.